# UHT (groupe)
Pour les articles homonymes, voir UHT.
UHT, stylisé UHT°, acronyme pour « Ultra Haute Température », est un groupe de nu jazz et drum and bass français, formé par DjClick et Nino Korta en 2000.

## Biographie
Les musiciens hétéroclites d'UHT°, DJ, solistes, slammers, graphistes, etc., font connaissance lors de jam sessions. Rassemblés autour de DjClick, ils montent le groupe en 2000, qu'ils qualifient eux-mêmes de « collectif éco-citoyen ». Au fil de leur genre de musique électronique, ils ne cessent de diriger leur message vers le respect de l'environnement. Alliant l'univers des films noirs des années 1950 et les sonorités parasites des vinyles à la musique électronique actuelle, leur œuvre jazz, hip-hop, electro, drum and bass reste très difficile à classer.
En 2001, le groupe sort son premier album aux sonorités drum and bass et jazz, Pic de pollution aux labels No Fridge et Black Tambour.
Le groupe annonce en 2005 la sortie prochaine d'un deuxième album. 2006, ils sortent Ghost Forest cinq ans après leur premier opus,. La pochette de leur deuxième album a été fabriquée en papier recyclé, et s'oriente, comme leur premier opus, vers le respect de l'environnement, et notamment la lutte contre la déforestation abusive et le plus souvent illégale.
Un album fut composé entre Pic de pollution et Ghost Forest, il n'a cependant pas été édité car la composition du groupe a subi des changements à ce moment-là[réf. nécessaire]. En 2010, ils sortent leur troisième album, H2O.

## Discographie

### Autres
- 2001 : Découvertes du Printemps de Bourges (compilation)
- 2001 : Polar Project (compilation, MK2)
- 2002 : How Do You Sleep ? (compilation, Jarring Effects)
- 2002 : Meï Teï Shô Nokooljo - Xam Sa Bop (Remixes) (Yotanka)
- 2003 : GG Project - Uht's Dub Xperience (Remixes) (GG Records)
- 2003 : La Phaze - La Grande question (Remixes) (Tripsichord)